# The Policeman's Lineage
Pour plus de détails, voir Fiche technique et Distribution.
The Policeman's Lineage (hangeul : 경관의 피 ; RR : gyeong-gwan-ui pi ; litt. « le sang d'un officier ») est un film sud-coréen réalisé par Lee Kyoo-man et sorti en 2022.
Il s'agit de l'adaptation du roman japonais 警官の血 (ja) (litt. « sur le sang d'un flic ») de Joh Sasaki, publié en 2007 — inédit en France.

## Synopsis
Deux policiers aux méthodes opposés s'unissent pour enquêter.

## Fiche technique
Sauf indication contraire ou complémentaire, les informations mentionnées dans cette section peuvent être confirmées par la base de données de KMDb
- Titre original : 경관의 피
- Titre international : The Policeman's Lineage
- Réalisation : Lee Kyoo-man
- Scénario : Bae Young-ik
- Musique : Jang Young-gyu
- Décors : Chae Kyung-seon
- Costumes : Kim Gyeong-mi
- Photographie : Kang Kuk-hyeon
- Son : Lee Seung-yeop
- Montage : Nam Na-young
- Production : Lee Han-seung
  - Production exécutive : Kim Min-kyung
- Société de production : Leeyang Film
- Société de distribution : Acemaker Movie Works
- Pays de production :  Corée du Sud
- Langue originale : coréen
- Genre : action, drame, policier, thriller
- Durée : 119 minutes
- Date de sortie :
  - Corée du Sud : 5 janvier 2022
- Classification :
  - Corée du Sud : convient aux 15 ans et plus

## Distribution
- Jo Jin-woong : Park Gang-yoon, inspecteur
- Choi Woo-shik : Choi Min-jae, inspecteur
  - Park Sang-hoon : Choi Min-jae, jeune
- Park Hee-soon : Hwang In-ho, inspecteur-chef
- Kwon Yul : Na Yeong-bin, chef d'une organisation pharmaceutique
- Park Myeong-hoon : Cha Dong-cheol, chef de la faction
- Lee Eol : Seo Joong-ho, officier de police
- Lee Hyun-wook : Kim Jeong-kyoon

## Production

### Développement
Début juillet 2019, Jo Jin-woong et Choi Woo-shik se réunissent pour le thriller, intitulé The Policeman's Lineage, de Lee Kyoo-man, d'après le roman japonais 警官の血 (litt. « sur le sang d'un flic ») de Joh Sasaki.
Le film est produit par la société Leeyang Film et distribué par Acemaker Movie Works.

### Attribution des rôles
Mi-novembre 2019, Park Sang-hoon se joint à ce projet pour incarner la jeunesse de Choi Min-jae, celui-ci interprété par Choi Woo-shik.
Début janvier 2020, Park Myeong-hoon confirme avoir participé au film, tout comme Kwon Yul qui est mentionné, à la fin du même mois, dans le rôle de Na Yeong-bin.

### Tournage
Le tournage débute en octobre 2019, et prend fin le 16 février 2020 à Ulsan pour le palais de justice, dans le district de Nam.

## Accueil

### Sortie
The Policeman's Lineage devait sortir au second semestre 2020. Il sort le 5 janvier 2022 en Corée du Sud.